# Tejipar
A tejipar egyike a számos élelmiszeripari ágazatnak. A tejipar a tejből készült termékek készítésével és feldolgozásával foglalkozik.

## Története

### A magyarországi tejipar története
Magyarországon a mai értelemben vett tejgazdaság fejlődésének kezdete egybeesett a nyugati tejelőszarvasmarha-fajták behozatalával, a belterjesebb gazdálkodásra való áttérés idejével és a tejelő fajtáknak az ősi magyar szürkemarhával való keresztezésével. A reformkorban megnövekedett lakosságnak pedig arányosan több tejtermékre volt szüksége, amely fejlődésre kényszerítette a magyarországi tejipart.
Hazánkban a 19. század közepétől kezdődött erőteljes tejipari fejlődés. A reformkorban főként a friss tej előállításával és értékesítésével foglalkozó gazdaságok jöttek létre, míg a dualizmus időszakában számos gazdaság már vaj- és sajtkészítéssel is foglalkozott. 
1886-ban az Országos Tejgazdasági Felügyelőség célul tűzte ki maga elé, hogy minél előbb megszervezi hazánkban a szakoktatást. Az állam a legalkalmasabbnak látta egy olyan helyen létesíteni a szakiskolát, ahol rendelkezésre állnak a tej termeléséhez és feldolgozásához szükséges épületek és berendezések. Így esett a választás Lajos bajor királyi főherceg és Estei Mária Terézia Dorottya főhercegnő Vas vármegyei birtokára, ahol 1889-ben megalapították, majd 1890. augusztus 15-én megnyitották a Magyar Királyi Tejgazdasági Szakiskolát, az ország első ilyen jellegű oktatási intézményét.